# Псковская правда
«Псковская правда» — главная газета Псковской области после революции (ВОСР). 9 ноября 1917 года вышел в свет первый номер газеты «Псковский набат», правопреемницей которого является «Псковская правда». На протяжении многих лет она носила статус «главной газеты области».

## История
В дореволюционное время главным печатным органом Псковская губерния|Псковской губернии являлись «Псковские губернские ведомости», регулярно выходившие в течение 80 лет (с января 1838 года) независимо от смены губернаторов и российских императоров. 30 декабря 1917 года (12 января 1918 г.) вышел последний их номер.
Им на смену пришёл «Псковский набат». Он вышел 27 октября (9 ноября) 1917 года — на следующий день после установления Советской власти, и именно с него, а не с «Губернских Ведомостей», начиналась «Псковская правда».
Тираж первых номеров не превышал 1 тыс.zxb экземпляров. Четыре месяца спустя выпуск газеты на несколько месяцев прекратился в связи с захватом Пскова германскими войсками, но сразу после освобождения города возобновился. Первыми редакторами «Набата» являлись В. И. Суворов (Разломов), М. Г. Иванов, Ф. Марков, К. В. Гей. В мае 1919 года выход газеты вновь прервался — Псков заняли белогвардейцы. Редакция переехала в Великие Луки, где 9 августа вышел первый номер «Красного набата». С 30 августа газета под прежним названием — «Псковский набат» — вновь стала издаваться в Пскове.
В 1920 году редакция работала уже без перебоев. Газета рассказывала о жизни края с документальной точностью, «фотографировала» тревоги, заботы и волнения какого-либо отрезка времени. В 1923 году стали выходить специальные приложения к газете — «Литературный угол», где печатались произведения местных литераторов, а для крестьян была предназначена специализированная «Страничка сельского хозяина». Редакторами «Набата» в 1920-е гг. были Ф. Филатов, Я. Крузе, Н. Белов, В. Гришанин, А. Хайкин, С. Логвинский, В. Степанов, П. Левит и др., которые очень часто менялись.
В феврале 1924 года у «Набата» появился «собрат» — газета «Псковский пахарь», рассчитанная, прежде всего, на деревенского читателя. 1 марта 1930 года газеты «Псковский набат» и «Псковский пахарь» объединились в единый «Псковский колхозник», продолживший не только нумерацию, но и традиции своих предшественников.
Новое название газеты очень точно определил в своём последнем номере «Псковский набат», писавший, что «Псковский колхозник», продолжая работу, начатую «Псковским набатом» и «Псковским пахарем», выдвинет на первый план задачи дальнейшего развёртывания и укрепления колхозного движения и, прежде всего, задачи правильной организации производства и поднятия производительности труда колхозников…".
В связи с изменениями административно-территориального деления края изменилось и «информационное поле» газеты: до 1927 года она освещала жизнь губернии, в 1927—1930 года — Псковского округа, границы которого были меньше прежней губернии; в течение 1930—1935 годов Псков, являясь городом областного подчинения, был центром лишь небольшого Псковского района, поэтому «Псковский колхозник» сообщал преимущественно о событиях в городе и районе. С 1935 года газета опять стала печатным органом Псковского округа.
Под названием «Псковский колхозник» газета издавалась до 1 октября 1940 года, так как округ был ликвидирован.
В течение двух месяцев выходила «Псковская правда», орган горкома партии и горисполкома. С 1 декабря 1940 года она стала именоваться «Псковский рабочий», который последний раз пришёл к читателям 3 июля 1941 года. Уже через пять дней в город вошли оккупанты, и выпуск газеты прекратился на целых три года.
Последний номер «Псковского рабочего» был издан 3 июля 1941 года, после чего выпуск был прекращён. По утверждению историка Бориса Ковалёва, «газета „Псковский колхозник“ вместе со своим главным редактором Петровым в полном составе перешла на сторону немцев», в частности, Анатолий Петров (Ф. Т. Лебедев), стал главным редактором оккупационной немецкой газеты «За родину».
После освобождения от немецко-фашистских захватчиков Указом Президиума Верховного Совета СССР от 23 августа 1944 года была образована Псковская область, что естественным образом повлекло необходимость создания областной газеты.
27 сентября 1944 года была утверждена «Псковская правда». Редактором назначен С. В. Перминов, до этого работавший заместителем редактора газеты «Ленинградская правда».
Первый номер областной газеты удалось выпустить 5 ноября 1944 года — «Псковская правда», которая являлась преемником «Псковского колхозника» и выходивших до него изданий.
Этот номер отпечатали в Печорах, где сохранилась печатная машина и была электроэнергия. В газете были опубликованы приказы Верховного Главнокомандующего, сообщения Совинформбюро, подборка материалов о встрече 27-й годовщины Октября, зарубежная и союзная информация, очерк «Утро над Псковом», передовая же статья называлась «Мы возродим тебя, родная Псковщина!».
Потом газета поочерёдно печаталась то в Печорах, то в Ленинграде, пока, наконец, не появилась необходимая полиграфическая база в Пскове.
Тираж в апреле 1945 года достиг 16 тыс.zx экземпляров$ выходила газета пять раз в неделю. В 1946 году она по-прежнему выходила на двух полосах, и лишь изредка — на четырёх, с 1947 года «Псковская правда» стала уже целиком четырёхполосной. Один экземпляр её приходился в то время на каждые 16 человек населения области.
Серьёзные последствия для периодической печати Псковского края имело упразднение в октябре 1957 года Великолукской области и включение значительной части её районов в состав Псковской области: расширившаяся территориально область стала включать в себя 41 административный район. Поэтому в октябре 1957 года Псковский обком КПСС в связи с расширением границ области просил ЦК партии увеличить тираж «Псковской правды» — с прежних 55 тыс. до 90 тыс. экземпляров. Поставлен был и вопрос о переходе её на выпуск шести номеров в неделю. Роль «Псковской правды», как главной газеты области, таким образом, ещё больше повышалась.
В 1967 году она отметила своё 50-летие и Указом Президиума Верховного Совета СССР от 6 ноября 1967 года «за плодотворную работу по мобилизации трудящихся на выполнение задач хозяйственного и культурного строительства и в связи с 50-летием со дня выхода первого номера» была награждена орденом «Знак Почёта».
В 1977 году газета награждена Почётной грамотой Президиума Верховного Совета РСФСР.
Первым послевоенным редактором «Псковской правды» был направленный из Ленинграда С. В. Перминов, избранный в 1947 году секретарём Псковского обкома ВКП(б). В редакции его сменил А. П. Гришкевич, который в последний раз подписал номер в печать 17 декабря 1949 года, после чего был освобождён в связи с крупномасштабной кадровой «чисткой» по «Ленинградскому делу». В том же месяце редактором был назначен Г. Г. Ларионов. Редактором «Псковской правды» он работал более 11 лет и уступил руководство газетой И. Е. Ворожейкину (1961—1963 годы). В 1963 году он был переведён на работу в аппарат ЦК КПСС, затем был заместителем главного редактора газеты «Правда», председателем Госкомитета РСФСР по делам издательств, полиграфии и книжной торговли, защитил докторскую диссертацию по историческим наукам. В 1963—1966 годы редактором газеты был И. В. Виноградов. Эстафету его в газете принял Г. П. Веселов (1966—1968 годы). В. И. Новиков работал редактором «Псковской правды» в 1968—1970 годы. В течение 1970—1972 годы редактировал газету В. В. Хмылко. Наиболее длительный срок — в течение 18 лет (1972—1990 годы) — редактором работал кандидат исторических наук Н. П. Корнеев. Его сменил работавший в течение года заместителем В. Е. Карпов, но находился он на этом посту недолго: вскоре стал собственным корреспондентом газеты «Сельская жизнь» (с декабря 1991 г.), а в возрасте 46 лет после тяжёлой болезни ушёл из жизни. После него газету редактировали А. И. Тиханов, В. Ф. Васильев, Ю. В. Кустов, И. Н. Ермолаев, В. И. Васильев, А. А. Полетаев, И. Н. Тихонова, С. Н. Рогожук, А. Ю. Машкарин, И. В. Фёдорова.
В 2017 году газета «Псковская правда» отметила своё 100-летие. Редактором газеты была И. В. Фёдорова.
В январе 2019 года в Пскове был создан медиахолдинг, в состав которого вошло большинство областных периодических изданий, в том числе и «Псковская правда». С марта 2020 года интернет-газетой стала и «Псковская правда»: её «бумажная версия» выходить в свет перестала, но газета освещала жизнь области в ежедневном сетевом режиме под названием «Псковская правда. Электронная версия газеты». А 27 мая 2021 года сессия Псковского областного Собрания депутатов приняла постановление об окончательном прекращении выпуска газеты. В бумажном варианте газета выходила 103 года.

## Исторические факты
В первые годы выпуска газеты «бумажный голод» приводил к тому, что «Псковская правда» выходила нерегулярно, печаталась на разноцветной бумаге, зачастую обёрточной, использовалась даже оборотная сторона афиш, номера получались разноформатными.
Первый номер «Псковской правды» после освобождения Пскова от фашистской оккупации удалось выпустить 5 ноября 1944 года. Не было никакого оборудования, редакция и типография родились на пустом месте (не было ни света, ни воды, ни пишущей машинки), сообщения из Москвы записывались на слух от старого приёмника. Отпечатан был номер в Печорах, где сохранилась печатная машина и была электроэнергия. Это были две полосы, ручной набор, ни одной фотографии.
27 мая 2021 года сессия Псковского областного Собрания депутатов приняла постановление об окончательном прекращении выпуска газеты. В бумажном варианте газета выходила сто три года.

## Достижения
• В 2020 году на журналистском конкурсе «СеЗам» «Псковская правда» получила сразу три награды. В номинации «Недавняя давняя война: Лучшая публикация (передача), серия публикаций (передач) к 75-летию Победы», лучшим проектом был признан майский печатный спецвыпуск «Псковской правды», посвящённый Дню Победы. В номинации «Не текстом единым. Лучшая журналистская акция» дипломом лауреата была награждена онлайн-акция "Эстафета «Псковской правды». В номинации «Горячая путёвка. Лучшая публикация (передача), серия публикаций (передач) на тему внутреннего туризма» диплом лауреата получила Светлана Синцова за статью «По забытым крепостям».
• В 2021 году коллектив «Псковской правды» получил премию администрации Псковской области в области культуры и искусства, архитектуры и журналистики, сохранения объектов культурного наследия.
• В 2021 году журналистка «Псковской правды» Светлана Синцова завоевала награду на конкурсе «СеЗам-2021» за статью «Непростое украшение». Эту публикацию жюри признало лучшей в номинации "Походное настроение. Лучший материал/серия материалов о туристическом проекте «Серебряное ожерелье России». Лонгрид «Псковской правды» «Все гремело и блистало» был отмечен жюри конкурса «СеЗам-2021» в номинации «Золотые слова. Лучшая публикация/серия публикаций (печатные и интернет-медиа)».
• «Псковская правда» стабильно входит в ТОП-10 интернет-СМИ Псковской области по посещаемости и в ТОП-10 самых цитируемых СМИ региона по данным «Медиалогии».